# Beautiful (워너원의 노래)
〈Beautiful〉은 워너원의 노래로, 첫 번째 리패키지 음반인 《1-1=0 (NOTHING WITHOUT YOU)》의 타이틀 곡이다. 2017년 11월 13일에 발표되었다.

## 차트

### 주간 차트
| 차트                                     | 최고순위 |
| ---------------------------------------- | -------- |
| 대한민국 (가온 디지털 차트)              | 1        |
| 대한민국 (가온 다운로드 차트)            | 1        |
| 대한민국 (가온 스트리밍 차트)            | 6        |
| 대한민국 (가온 BGM 차트)                 | 1        |
| 대한민국 (가온 모바일 차트) (벨소리)     | 2        |
| 대한민국 (가온 모바일 차트) (통화연결음) | 3        |
| 대한민국 (가온 노래방 차트)              | 40       |
| 대한민국 (가온 소셜 차트)                | 4        |
| 대한민국 (빌보드 K-POP 핫 100)           | 1        |

### 월간 차트
| 차트                                     | 최고순위 |
| ---------------------------------------- | -------- |
| 대한민국 (가온 디지털 차트)              | 2        |
| 대한민국 (가온 다운로드 차트)            | 2        |
| 대한민국 (가온 스트리밍 차트)            | 13       |
| 대한민국 (가온 BGM 차트)                 | 2        |
| 대한민국 (가온 모바일 차트) (벨소리)     | 3        |
| 대한민국 (가온 모바일 차트) (통화연결음) | 5        |
| 대한민국 (가온 노래방 차트)              | 44       |

### 연간 차트
| 차트                        | 최고순위 |
| --------------------------- | -------- |
| 대한민국 (가온 디지털 차트) | 83       |

### 가요 프로그램
| 가요 프로그램 | 순위 |
| ------------- | ---- |
| 더 쇼         | ―    |
| 쇼 챔피언     | 1    |
| 엠카운트다운  | 1    |
| 뮤직뱅크      | 1    |
| 쇼 음악중심   | 1    |
| 인기가요      | 2    |

## 참조
1. ↑  “2017년 46주차 가온 디지털 주간 차트”. 가온 차트. 2017년 11월 23일.
2. ↑  “2017년 46주차 가온 다운로드 주간 차트”. 가온 차트. 2017년 11월 23일.
3. ↑  “2017년 47주차 가온 스트리밍 주간 차트”. 가온 차트. 2017년 11월 30일.
4. ↑  “2017년 49주차 가온 BGM 주간 차트”. 가온 차트. 2017년 12월 14일.
5. ↑  “2017년 46주차 가온 모바일 주간 차트”. 가온 차트. 2017년 11월 23일.
6. ↑  “2017년 46주차 가온 모바일 주간 차트”. 가온 차트. 2017년 11월 23일.
7. ↑  “2017년 50주차 가온 소셜 주간 차트”. 가온 차트. 2017년 12월 14일.
8. ↑  “2017년 46주차 가온 소셜 주간 차트”. 가온 차트. 2017년 11월 23일.
9. ↑  “빌보드 K-POP 핫 100 차트”. 빌보드 차트. 2017년 11월 27일. 2017년 12월 22일에 원본 문서에서 보존된 문서. 2017년 12월 30일에 확인함.
10. ↑  “2017년 11월 가온 디지털 월간 차트”. 가온 차트. 2017년 12월 7일.
11. ↑  “2017년 11월 가온 다운로드 월간 차트”. 가온 차트. 2017년 12월 7일. 2017년 12월 7일에 원본 문서에서 보존된 문서. 2017년 12월 7일에 확인함.
12. ↑  “2017년 11월 가온 스트리밍 월간 차트”. 가온 차트. 2017년 12월 7일. 2017년 12월 7일에 원본 문서에서 보존된 문서. 2017년 12월 7일에 확인함.
13. ↑  “2017년 11월 가온 BGM 월간 차트”. 가온 차트. 2017년 12월 7일.
14. ↑  “2017년 11월 가온 모바일 주간 차트”. 가온 차트. 2017년 12월 7일.
15. ↑  “2017년 11월 가온 모바일 주간 차트”. 가온 차트. 2017년 12월 7일.
16. ↑  “2017년 12월 가온 노래방 월간 차트”. 가온 차트. 2017년 1월 11일.
17. ↑  “2017년 가온 디지털 연간 차트”. 가온 차트. 2018년 1월 12일.